# The Writing Camp
The Writing Camp är namnet på en grupp låtskrivare bestående av Erika Nuri, Greg Ogan, Shari Short, Eric Bellinger, Sonyae Elise, Ravaughn Brown (tidigare även Victoria Horn). Gruppen grundades 2007 av Evan "Kidd" Bogart och David "DQ" Quiñones och har sedan dess skapat låtar åt flera artister, mest noterbara är Brandy Norwoods "Right Here (Departed)" (2008) och Beyonce Knowles' "Halo" (2009).